# Morrisville (North Carolina)
Morrisville is een plaats (town) in de Amerikaanse staat North Carolina, en valt bestuurlijk gezien onder Durham County en Wake County.

## Demografie
Bij de volkstelling in 2000 werd het aantal inwoners vastgesteld op 5208.
In 2006 is het aantal inwoners door het United States Census Bureau geschat op 12.513, een stijging van 7305 (140,3%).

## Geografie
Volgens het United States Census Bureau beslaat de plaats een oppervlakte van
17,5 km², geheel bestaande uit land.

## Plaatsen in de nabije omgeving
De onderstaande figuur toont nabijgelegen plaatsen in een straal van 20 km rond Morrisville.